# K.u.k. Armeestand

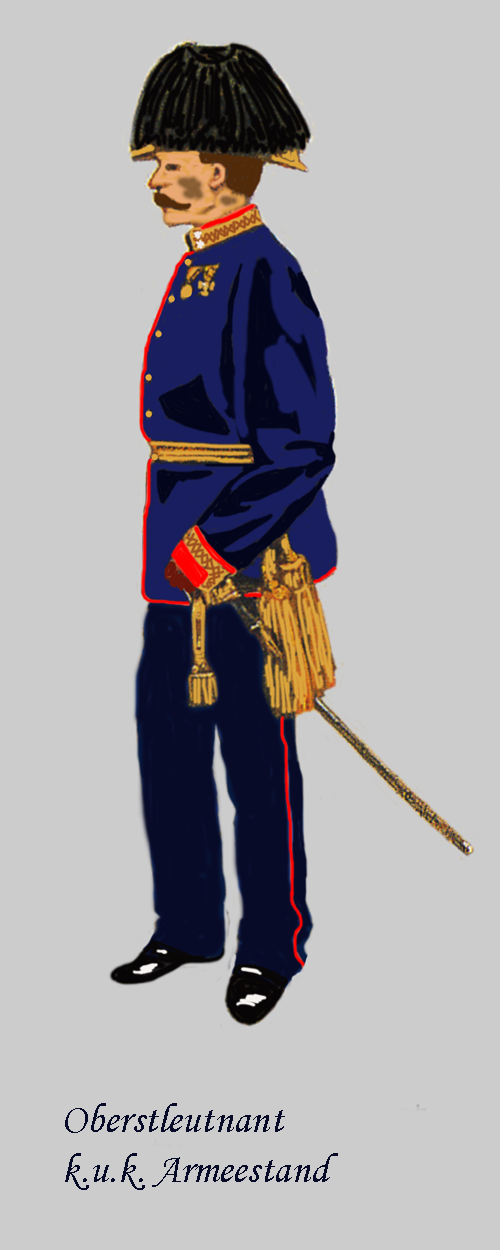
Oberstleutnant des Armeestandes in Paradeadjustierung

Der k.u.k. Armeestand war eine eigenständige Branche der österreichisch-ungarischen Streitkräfte und wurde von Offizieren aller vier Truppenteile (k.u.k. Kriegsmarine – Gemeinsame Armee – k.k. Landwehr – k.u. Landwehr) gebildet, die sich auf Dauer nicht in der Truppenverwendung befanden.
Es handelte sich um:
- Offiziere in besonderer Verwendung bei Zentralstellen, als Lehrer in Militärbildungsanstalten, bei Remontenassentkommissionen oder als Eisenbahnlinienkommandanten
- Offiziere in Lokalstellungen bei Platz- und Festungskommandanten, in Transporthäusern, Militärstrafanstalten und Remontendepots
- Offiziere im Kanzleimanipulationsdienst

## Adjustierung
Gemäß den Adjustierungsvorschriften trugen sie einen Hut mit Hahnenfederbusch wie er für die Militärärzte vorgeschrieben war. Die übrige Uniformierung richtete sich nach den geltenden Bestimmungen für die Infanterieoffiziere der deutschen Infanterie, die blaugrauen Pantalons (lange Hosen) waren mit Passepoils in der Egalisierungsfarbe scharlachrot ausgestattet. Die Knöpfe waren glatt und gelb vorgeschrieben.
Die Offiziere des Armeestandes hatten das Vorrecht, die Feldbinde als Dienstabzeichen zu tragen. Als Seitenwaffe wurde der Infanterieoffizierssäbel geführt.